# Bahnstrecke East Boston–Allston
| Bahnstrecke nahe dem MIT in Cambridge. |                         |                                                  |                                                  |
| Streckenlänge: | 14 km                   |                                                  |                                                  |
| Spurweite: | 1435 mm (Normalspur)    |                                                  |                                                  |
| Zweigleisigkeit: | früher: gesamte Strecke |                                                  |                                                  |
| |                         |                                                  |                                                  |
| Gesellschaft: | MBTA                    |                                                  |                                                  |
| Mitbenutzung: | CSX Transportation      |                                                  |                                                  |
| \| \| 0 \| East Boston MA \| East Boston MA \| \| \| \| U-Bahn Boston (Blue Line) \| \| \| \| \| Verbindung nach Portsmouth \| \| \| \| 4 \| Strecke East Boston–Portsmouth \| Strecke East Boston–Portsmouth \| \| \| \| Chelsea River \| \| \| \| \| Verbindung nach Revere \| \| \| \| 5 \| Chelsea MA \| Chelsea MA \| \| \| \| Streckenende vor der 2nd Street \| \| \| \| \| Anschluss Hafenbahn Everett \| \| \| \| 6½ \| Everett MA \| Everett MA \| \| \| \| von Revere \| \| \| \| \| Mystic River \| \| \| \| \| von Wilmington Junction \| \| \| \| \| Boston Elevated Railway \| \| \| \| \| Interstate 93 \| \| \| \| 9 \| East Somerville MA \| East Somerville MA \| \| \| \| Verbindung nach Mystic Junction/Lowell \| \| \| \| \| Verbindung Mystic Junction–Massport \| \| \| \| \| Verbindung nach Massport \| \| \| \| \| U-Bahn Boston (Orange Line) \| \| \| \| \| nach Boston North Station \| \| \| \| \| Verbindung von Mystic Junction/Lowell \| \| \| \| \| Strecke Boston–Lowell \| \| \| \| \| Verbindung nach Lowell \| \| \| \| \| von Boston North Station \| \| \| \| 10½ \| alte Strecke Boston–Lowell (urspr. niveaugleich) \| alte Strecke Boston–Lowell (urspr. niveaugleich) \| \| \| \| nach Fitchburg \| \| \| \| 11½ \| East Cambridge MA \| East Cambridge MA \| \| \| \| Hausdurchfahrt Picower Institute \| \| \| \| \| Hausdurchfahrt Kraftwerk \| \| \| \| 13 \| Massachusetts Avenue \| Massachusetts Avenue \| \| \| \| Charles River \| \| \| \| \| von Boston South Station \| \| \| \| \| Beacon Park (Güterbf.) \| \| \| \| 14½ \| Allston MA \| Allston MA \| \| \| \| nach Worcester \| \| |                         |                                                  |                                                  |
| Betriebs-/Güterbahnhof Streckenanfang (Strecke außer Betrieb) | 0                       | East Boston MA                                   | East Boston MA                                   |
| Kreuzung mit U-Bahn mit Tunnelstrecke (Strecke geradeaus außer Betrieb) |                         | U-Bahn Boston (Blue Line)                        | U-Bahn Boston (Blue Line)                        |
| Abzweig geradeaus und nach rechts (Strecke außer Betrieb) |                         | Verbindung nach Portsmouth                       | Verbindung nach Portsmouth                       |
| Kreuzung geradeaus unten (Strecken außer Betrieb) | 4                       | Strecke East Boston–Portsmouth                   | Strecke East Boston–Portsmouth                   |
| Brücke über Wasserlauf (Strecke außer Betrieb) |                         | Chelsea River                                    | Chelsea River                                    |
| Abzweig geradeaus und nach rechts (Strecke außer Betrieb) |                         | Verbindung nach Revere                           | Verbindung nach Revere                           |
| Dienststation / Betriebs- oder Güterbahnhof (Strecke außer Betrieb) | 5                       | Chelsea MA                                       | Chelsea MA                                       |
| |                         | Streckenende vor der 2nd Street                  |                                                  |
| Abzweig geradeaus und von links |                         | Anschluss Hafenbahn Everett                      | Anschluss Hafenbahn Everett                      |
| Dienststation / Betriebs- oder Güterbahnhof | 6½                      | Everett MA                                       | Everett MA                                       |
| Abzweig geradeaus und von rechts |                         | von Revere                                       | von Revere                                       |
| Brücke über Wasserlauf |                         | Mystic River                                     | Mystic River                                     |
| Abzweig geradeaus und von rechts |                         | von Wilmington Junction                          | von Wilmington Junction                          |
| Kreuzung mit U-Bahn geradeaus unten (Querstrecke außer Betrieb) |                         | Boston Elevated Railway                          | Boston Elevated Railway                          |
| Strecke mit Straßenbrücke |                         | Interstate 93                                    | Interstate 93                                    |
| Dienststation / Betriebs- oder Güterbahnhof | 9                       | East Somerville MA                               | East Somerville MA                               |
| Abzweig geradeaus und nach rechts |                         | Verbindung nach Mystic Junction/Lowell           | Verbindung nach Mystic Junction/Lowell           |
| Kreuzung (Querstrecke außer Betrieb) |                         | Verbindung Mystic Junction–Massport              | Verbindung Mystic Junction–Massport              |
| Abzweig geradeaus und von links |                         | Verbindung nach Massport                         | Verbindung nach Massport                         |
| Kreuzung mit U-Bahn geradeaus unten |                         | U-Bahn Boston (Orange Line)                      | U-Bahn Boston (Orange Line)                      |
| Abzweig geradeaus und nach links |                         | nach Boston North Station                        | nach Boston North Station                        |
| Abzweig geradeaus und von rechts |                         | Verbindung von Mystic Junction/Lowell            | Verbindung von Mystic Junction/Lowell            |
| Kreuzung geradeaus unten |                         | Strecke Boston–Lowell                            | Strecke Boston–Lowell                            |
| Abzweig geradeaus und nach rechts |                         | Verbindung nach Lowell                           | Verbindung nach Lowell                           |
| Abzweig geradeaus und von links |                         | von Boston North Station                         | von Boston North Station                         |
| Kreuzung geradeaus oben (Querstrecke außer Betrieb) | 10½                     | alte Strecke Boston–Lowell (urspr. niveaugleich) | alte Strecke Boston–Lowell (urspr. niveaugleich) |
| Abzweig geradeaus und nach rechts |                         | nach Fitchburg                                   | nach Fitchburg                                   |
| Dienststation / Betriebs- oder Güterbahnhof | 11½                     | East Cambridge MA                                | East Cambridge MA                                |
| Tunnel |                         | Hausdurchfahrt Picower Institute                 | Hausdurchfahrt Picower Institute                 |
| Tunnel |                         | Hausdurchfahrt Kraftwerk                         | Hausdurchfahrt Kraftwerk                         |
| Dienststation / Betriebs- oder Güterbahnhof | 13                      | Massachusetts Avenue                             | Massachusetts Avenue                             |
| Brücke über Wasserlauf |                         | Charles River                                    | Charles River                                    |
| Abzweig geradeaus und von links |                         | von Boston South Station                         | von Boston South Station                         |
| Dienststation / Betriebs- oder Güterbahnhof |                         | Beacon Park (Güterbf.)                           | Beacon Park (Güterbf.)                           |
| ehemaliger Bahnhof | 14½                     | Allston MA                                       | Allston MA                                       |
| Strecke |                         | nach Worcester                                   | nach Worcester                                   |

Die Bahnstrecke East Boston–Allston ist eine Eisenbahnstrecke in Massachusetts (Vereinigte Staaten). Sie ist 14 Kilometer lang und verbindet die Eisenbahnstrecken im Norden und Westen der Stadt Boston miteinander. Die normalspurige Strecke gehört der Massachusetts Bay Transportation Authority (MBTA), die jedoch keine planmäßigen Züge auf der Strecke betreibt. Hauptnutzer ist die CSX Transportation, die ein Mitbenutzungsrecht für die Strecke hat und Güterzüge über sie führt. Der Abschnitt von East Boston bis Everett ist stillgelegt. Die Brücke über den Mystic River, die ursprünglich Teil der Strecke war, ist jetzt in der Bahnstrecke Boston–Revere aufgegangen, die ebenfalls der MBTA gehört.

## Geschichte
In den 1840er Jahren bestand das Eisenbahnnetz von Boston aus zahlreichen in die Stadt führenden Strecken, die jeweils ihren eigenen Endbahnhof hatten. Besonders die Strecke der Eastern Railroad, die von East Boston aus parallel zur Küste in Richtung Maine führte, war vom restlichen Bahnnetz abgeschieden, da sie keine Berührung mit anderen Strecken hatte. Die Grand Junction Railroad and Depot Company wurde daher 1847 gegründet, um die Strecke der Eastern Railroad an die übrigen nach Norden aus der Stadt führenden Bahnstrecken anzubinden. Etwa 1852 ging die Strecke von East Boston nach East Somerville in Betrieb. Die Grand Junction Railroad betrieb die Strecke in Eigenregie. Gleichzeitig benutzte die Eastern Railroad die Strecke zwischen Chelsea und East Somerville mit und konnte dadurch ihre Züge ab 1854 ins Zentrum von Boston führen. Schon nach wenigen Jahren baute die Eastern jedoch ihre eigene Strecke zwischen Chelsea und East Somerville parallel zur Grand Junction Railroad.
1853 wurde die Union Railroad als Tochtergesellschaft der Grand Junction Railroad gegründet. Sie eröffnete 1855 die restliche Strecke bis Allston, wo sie in die Hauptstrecke der Boston and Worcester Railroad mündete. Die Beförderungszahlen entsprachen jedoch nicht den Erwartungen, sodass die Grand Junction Railroad in Konkurs ging und der Abschnitt von East Somerville nach Allston bereits 1857 wieder vorläufig stillgelegt wurde. Der restliche Abschnitt wurde weiterhin von verschiedenen Bahngesellschaften benutzt. Erst als 1869 die Boston&Worcester mit anderen Gesellschaften zur Boston and Albany Railroad fusionierte, wurde die Strecke durch diese neue Gesellschaft übernommen und wiedereröffnet. Sie entwickelte sich in der Folge zu einer wichtigen Güterverbindung der Boston&Albany zu den Häfen in Charleston und Everett und in das Industriegebiet um Chelsea und East Boston und wurde zweigleisig ausgebaut.
1900 wurde die Boston&Albany in das Eisenbahnsystem der New York Central and Hudson River Railroad (später New York Central Railroad) eingegliedert, blieb jedoch Betriebsführer der Strecke. Die Brücke über den Chelsea River musste 1955 stillgelegt werden, da sie die Last der Güterzüge nicht mehr tragen konnte. Die Züge wurden über Revere umgeleitet. Erst 1972 wurde die Strecke von Chelsea bis zum Abzweig der Eastern-Hauptstrecke offiziell stillgelegt.
1968 erfolgte die Fusion der Boston&Albany in das Penn-Central-System. Ab 1976 war das Nachfolgeunternehmen Conrail der Betreiber. 1999 übernahm die CSX Transportation die Strecke, die seither den Güterverkehr betreibt. Um 2000 endete der Güterverkehr nach East Boston und sowohl die alte Eastern-Hauptstrecke als auch die Strecke der früheren Grand Junction Railroad in East Boston wurden stillgelegt und abgebaut. Das Streckengleis endet nunmehr vor der 2nd Street in East Everett. Das zweite Gleis wurde außer im Bereich der Abzweigstellen überall abgebaut. 2010 wurde die Strecke an den Bundesstaat verkauft und in das Streckennetz der Massachusetts Bay Transportation Authority eingegliedert.

## Streckenbeschreibung

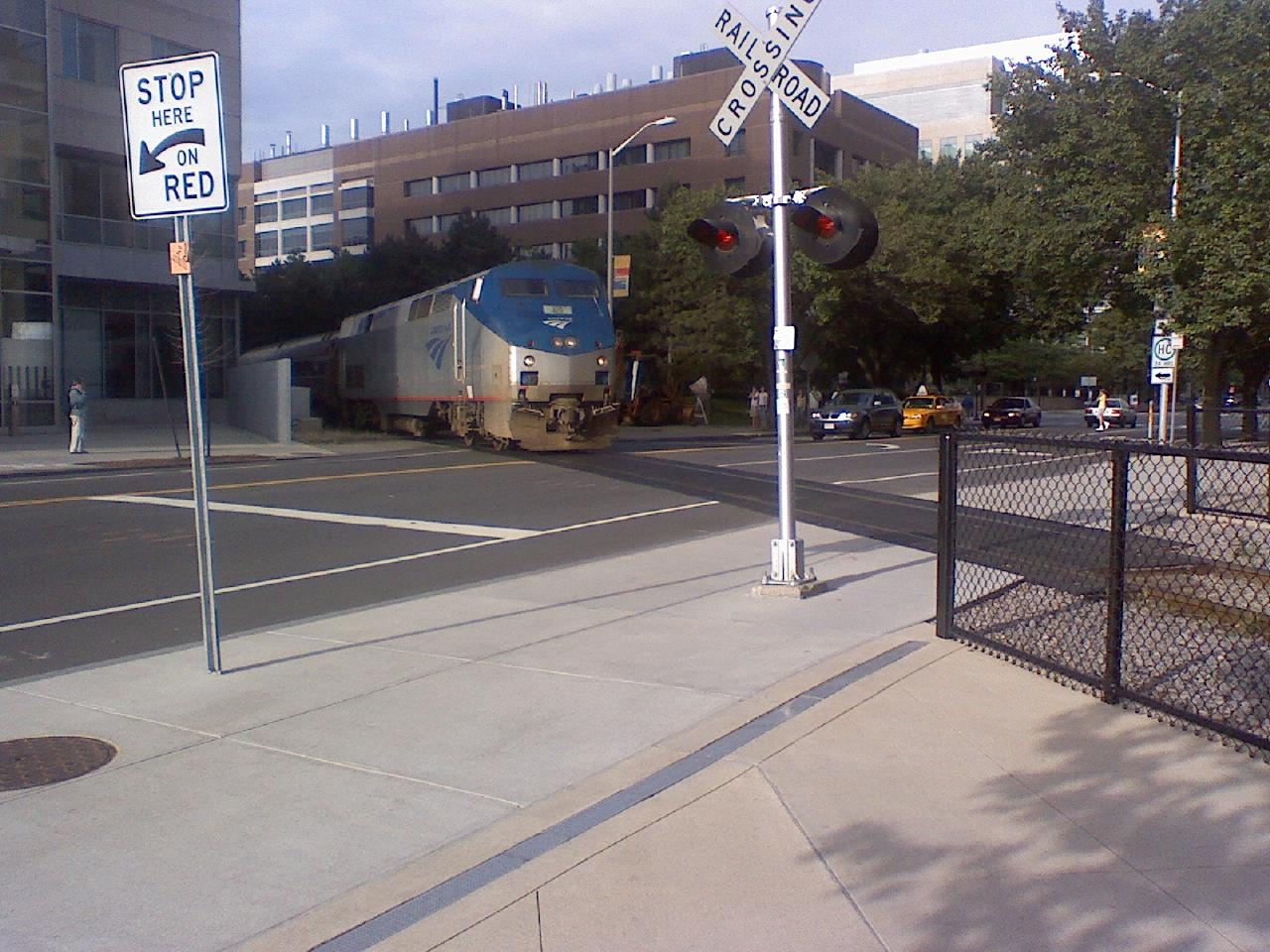
Amtrak-Zug auf Überführungsfahrt am Bahnübergang Main Street in Cambridge. Direkt rechts beginnt die Hausdurchfahrt durch das Picower Institute.

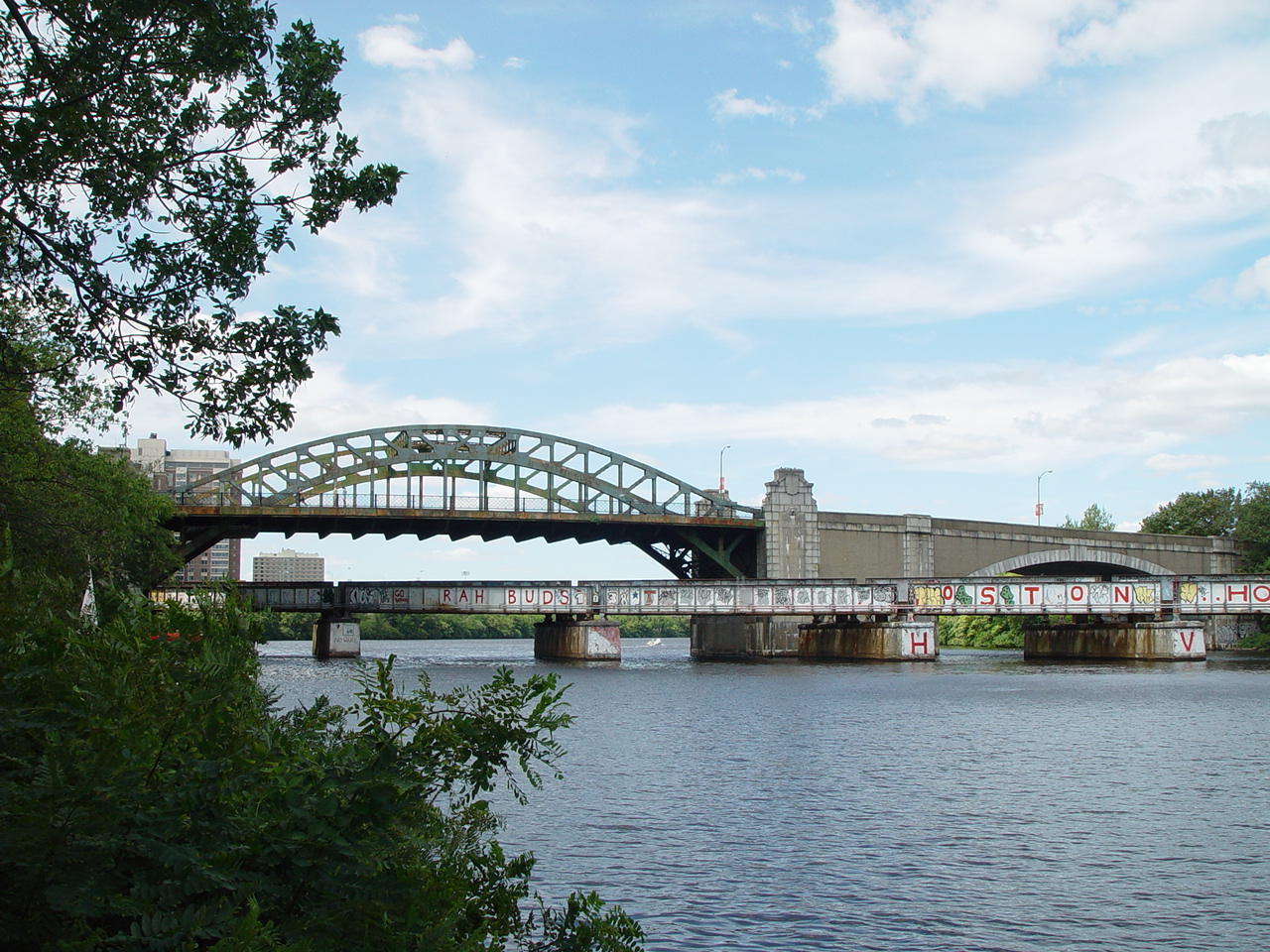
Brücke über den Charles River kurz vor Allston, die eine Straßenbrücke unterquert.

Die Strecke begann ursprünglich an den Hafenanlagen in East Boston. Sie verlief neben der Eastern-Hauptstrecke und unterquerte diese am Knotenpunkt Cary Cut. Ein Verbindungsgleis wurde ca. 1955 eingebaut, das den Zügen aus Richtung Portsmouth den Übergang auf die Strecke nach East Boston ermöglichte. Die Strecke biegt hier in Richtung Nordwesten ab und überquerte auf einer mittlerweile abgetragenen Hubbrücke den Chelsea River. In Chelsea befand sich ein Gleisdreieck. Die Strecke verläuft nun in westliche Richtung direkt neben der Bahnstrecke Boston–Revere. Ab Everett liegt das Streckengleis und wird von den Güterzügen in die umfangreichen Hafenanlagen der Stadt befahren. Es mündet am früheren Bahnhof Everett in die Strecke Boston–Revere ein. Die ursprüngliche Brücke über den Mystic River ist abgerissen, die Züge fahren über eine neue Brücke wenige Meter weiter nördlich.
In Somerville mündet die Strecke in die Trasse der Bahnstrecke Boston–Wilmington Junction ein und biegt am Abzweig zum Hafen Massport aus dieser in Richtung Westen ab, um wiederum in die Strecke nach Fitchburg einzumünden. Nach der Überquerung der alten Bahnstrecke Boston–Lowell, zu der auch Verbindungsgleise bestehen, biegt die Strecke nach Südwesten ab und führt durch East Cambridge. Hier wurde die Eisenbahntrasse durch mehrere Gebäude überbaut, sodass zwei Tunnel entstanden sind. Die Strecke überquert dann den Charles River und mündet am Güterbahnhof Beacon Park bzw. kurz vor dem früheren Personenbahnhof Allston in die Strecke nach Worcester ein.